# タリアウリ・シクエア
タリアウリ・シクエア（Taliaʻuli Sikuea、1995年7月14日 - ）は、スーペルリーガ、CSMシュティインツァ・バヤ・マーレに所属するラグビーユニオン選手。

## プロフィール
- トンガ出身[1]。
- ポジションはウィング(WTB)、センター(CTB)。
- 身長 187cm、体重 107kg
- U20トンガ代表に選ばれたことがある[2]。
- 7人制トンガ代表に選ばれたことがある[3]。
- ルーマニア代表キャップは14（2024年12月現在）でラグビーワールドカップ2023のルーマニア代表に選ばれた[4]。

## 略歴
2016年、CSMシュティインツァ・バヤ・マーレに加入。